# Toulon-sur-Allier
Toulon-sur-Allier település Franciaországban, Allier megyében. Lakosainak száma 1171 fő (2022. január 1.). Toulon-sur-Allier Bessay-sur-Allier, Chemilly, Montbeugny, Moulins, Neuilly-le-Réal, Yzeure és Bressolles községekkel határos.

## Népesség
A település népessége az elmúlt években az alábbi módon változott:
| Lakosok száma | 694  | 1112 | 1115 | 1114 | 1138 | 1131 | 1135 | 1138 | 1140 | 1171 |
|               | 1968 | 1982 | 1990 | 2006 | 2013 | 2015 | 2017 | 2019 | 2020 | 2022 |